# Classe O 12
La classe O 12 était une classe néerlandaise de navires de guerre comprenant quatre sous-marins. La classe a été nommée d'après le premier navire de la classe (navire de tête): le HNLMS O 12.

## Caractéristiques techniques
La conception a été réalisée par l'ingénieur néerlandais J.J. van der Struyff. Les navires de la classe O 12 ont été conçus comme des patrouilleurs pour les eaux côtières néerlandaises. Le premier navire de cette classe est entré en service en 1931 et le dernier a quitté le service en 1945.
Les navires de la classe O 12 avaient une dimension de (L) 60,42 mètres x (l) 6,83 mètres x (h) 3,6 mètres. Avec un déplacement standard de 548 tonnes, 610 tonnes en surface et 754 tonnes sous l'eau. Pour la propulsion, on a utilisé deux moteurs diesel de 900 ch et deux moteurs électriques de 310 ch. Les moteurs diesel des O 12, O 13 et O 14 étaient de la marque Sulzer. Le 'O 15 était équipé de deux moteurs M.A.N.. Pour les moteurs électriques, on a utilisé les moteurs de W. Schmitt. En surface, les navires de la classe O 12 pouvaient atteindre une vitesse de 16 nœuds, sous l'eau une vitesse de 8 nœuds. Pour alimenter les moteurs électriques, les navires disposaient de 120 batteries qui pouvaient fournir 5 610 Ah pendant trois heures. Lors d'une plongée, il était possible de plonger sans danger jusqu'à une profondeur de 60 mètres.

## Armement
Les navires de classe O 12 étaient armés de cinq tubes torpilles de 21 pouces (533 mm), quatre à l'avant du navire et un à l'arrière. Ce sont les premiers sous-marins néerlandais entièrement équipés de tubes lance-torpilles de 21 pouces. Au total, dix torpilles pouvaient être transportées, donc cinq dans les tubes de torpilles et cinq pour le rechargement. Avant la Seconde Guerre mondiale, les navires de la classe O 12 utilisaient les torpilles II 53 et III 53. Pendant la Seconde Guerre mondiale, ces torpilles se sont raréfiées et la torpille Mk II a également été utilisée.
Les navires de la classe O 12 étaient équipés de deux canons de pont de 40 mm et d'une mitrailleuse de 12,7 mm. Les sous-marins avaient une mauvaise stabilité lorsqu'ils naviguaient en surface. Ce problème a été résolu en agrandissant le ballast central et en réduisant le poids du sous-marin. Pour réduire le poids du dessus, les canons ont été retirés.

## Liste des sous-marins de la Classe O12
Les navires ont été construits par deux chantiers navals différents. les O 12, O 13 et O 14 ont été construits par la Koninklijke Maatschappij De Schelde à Flessingue et O 15 à Rotterdam au chantier naval Fijenoord.
| Nom  | Pose de la quille | Lancé le        | Mis en service                                                         | Retrait                  |
| ---- | ----------------- | --------------- | ---------------------------------------------------------------------- | ------------------------ |
| O 12 | 20 octobre 1928   | 8 novembre 1930 | Marine néerlandaise: 20 juillet 1931 Marine allemande: 30 janvier 1943 | 6 juillet 1945 (sabordé) |
| O 13 | 1er décembre 1928 | 18 avril 1931   | 1er octobre 1931                                                       | 13 juin 1940             |
| O 14 | 29 décembre 1928  | 3 octobre 1931  | 4 mars 1932                                                            | 26 juin 1943             |
| O 15 | 3 mars 1930       | 27 mai 1931     | 28 juillet 1932                                                        | 1er septembre 1945       |

### Source de la traduction
- (en) Cet article est partiellement ou en totalité issu de l’article de Wikipédia en anglais intitulé « O 12-class submarine » (voir la liste des auteurs).